# Centenario (moneda)
El centenario es una moneda que se acuñó por primera vez en 1921 como moneda corriente para conmemorar el primer Centenario de la Independencia Mexicana. En 1931 se suspendió su acuñación y tuvo que esperar hasta 1943 para poder volver a la moneda. En el anverso presenta un antiguo escudo nacional, en su reverso nos muestra La Victoria Alada igual al monumento del Ángel de la Independencia, al fondo se aprecian los volcanes Iztaccíhuatl y Popocatépetl.
Esta moneda tiene un contenido de oro puro de 1.20565 Oz, y una pureza de 0.900, por lo que es una de las monedas de más calidad de todo el mundo. Equivalente a 21.6 kilates (22K).
En esta moneda con diámetro 37.0 milímetros se basa el diseño original de las monedas serie Libertad. Sigue siendo válido de curso legal con su valor de $50 pesos, aunque su valor real reside en el contenido de oro y su precio en el mercado internacional.

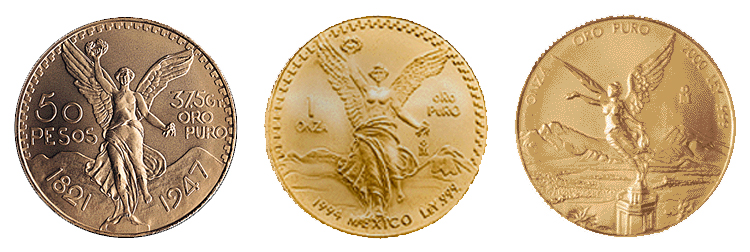
Centenario de 1947 (izquierda), onzas de oro Libertad de 1994 (centro) y 2000 (derecha).

## Acuñación Histórica
| Año        | Cantidad acuñada |
| 1921       | 180,000          |
| 1922       | 463,000          |
| 1923       | 432,000          |
| 1924       | 439,000          |
| 1925       | 716,000          |
| 1926       | 600,000          |
| 1927       | 606,000          |
| 1928       | 538,000          |
| 1929       | 458,000          |
| 1930       | 372,000          |
| 1931       | 137,000          |
| 1943       | 89,000           |
| 1944       | 593,000          |
| 1945       | 1,012,000        |
| 1946       | 1,588,000        |
| 1947       | 309,000          |
| 1949-1972* | 3,975,654        |
| 1996*      | 7,954,777        |
| 2000-2009* | 302,000          |

*Con fecha de 1947